# IC 1194
IC 1194 — галактика типу S0-a (спіральна галактика) у сузір'ї Геркулес.
Цей об'єкт міститься в оригінальній редакції індексного каталогу.